# Blackie Lawless
Blackie Lawless, pseudonimo di Steve Edward Duren (New York, 4 settembre 1956), è un cantautore, chitarrista e polistrumentista statunitense, membro fondatore degli W.A.S.P.

## Biografia

### L'infanzia e l'interesse per la musica
L'interesse di Duren per la musica iniziò quando aveva ancora 9 anni ("My brother had a guitar and I used to sneak down to his bedroom and play it when he wasn't there" - "Mio fratello aveva una chitarra e io mi intrufolavo in camera sua per suonarla quando lui non c'era.") e l'anno seguente egli riuscì già a farsi regalare dal padre una chitarra. Dopo pochi anni fondò un gruppo, gli "Underside".
All'età di 14 anni fu iscritto dal padre ad una scuola militare in Florida per imparare la disciplina. Blackie riuscì comunque a farsi espellere dopo pochi mesi per aver gravemente insultato il sergente maggiore. A 16 anni Blackie iniziò ad esibirsi per un gruppo chiamato "Black Rabbit" in alcuni locali.

### Le prime attività
Blackie suonò per qualche show con i New York Dolls, ormai prossimi allo scioglimento, dove aveva rimpiazzato Johnny Thunders, in qualità di turnista. Dopo il tour tornò in California con Arthur Kane e fondò con lui i Killer Kane, dove si esibì con il nome "Blackie Goozeman." I Killer Kane erano composti da Arthur Killer Kane (basso) Blackie Lawless (voce-chitarra) Andy Jay (chitarra) e Jimy Image (batteria). La band registra solo 3 canzoni: "Mr. Cool" (che verrà rielaborata dagli W.A.S.P. e diventerà "Cries in the night") "Long haired woman" e "I don't need you" (la cui base sarà usata dagli W.A.S.P per "Blind in Texas"). Dopo un anno Kane tornò a New York mentre Lawless decise di stare a Los Angeles, provocando di fatto lo scioglimento del gruppo.
Nel 1976 fondò i Sister con Randy Piper, anch'egli futuro membro degli W.A.S.P. Durante le esibizioni del gruppo, Lawless si distinse per i suoi gesti trasgressivi sul palco, come mangiare vermi o darsi fuoco alle scarpe. I Sister ebbero varie formazioni, ma quella classica comprendeva Blackie Lawless (voce-chitarra) Randy Piper (chitarra) Nikki Sixx (basso) e Jimy Image (batteria). Intorno al 1978 il gruppo cambiò formazione inserendo Nikki Sixx al basso e Lizzie Grey alla chitarra. Tale formazione entrò però presto in contrasto e si decise, dopo pochi mesi, di sciogliere la band.
Dopo il fallimento dei Sister, Lawless fondò un nuovo gruppo, i Circus Circus nel 1979, ancora con Randy Piper. I Circus Circus erano formati da Blackie Lawless (voce-chitarra) Randy Piper (chitarra) Joey Fernandino (basso) e Jimy Image (batteria). Nello stesso periodo dei Circus Circus, Blackie fece parte, per brevissimo tempo, di un gruppo chiamato London, in cui suonava la chitarra e, occasionalmente, faceva da voce solista. Scioltisi nuovamente nel 1981, Lawless si unì con Lizzie Grey e Nikki Sixx alla band London, con cui scrisse due canzoni e produsse alcuni demo. Nel 1980, Blackie Lawless, allora con i Sister o i Circus Circus, registrò una canzone, impressionato dalla morte di John Lennon, intitolata "Silver rain", ufficialmente ancora inedita. 

### La fondazione degli W.A.S.P.
Nel 1982 Lawless e Randy Piper fondarono gli W.A.S.P.. Al basso si erano succeduti prima Rik Fox e poi Don Costa, con Tony Richards alla batteria. Dopodiché arrivò Chris Holmes (chitarra) e Blackie diventò il bassista della band finché Piper non abbandonò la band. Nel frattempo, come batterista si avvicendarono Steve Riley e Glenn Holland. Il bassista, in questo periodo, era Johnny Rod. Dagli anni ’90 in poi tutto iniziò a ruotare attorno alla figura del solo Lawless.

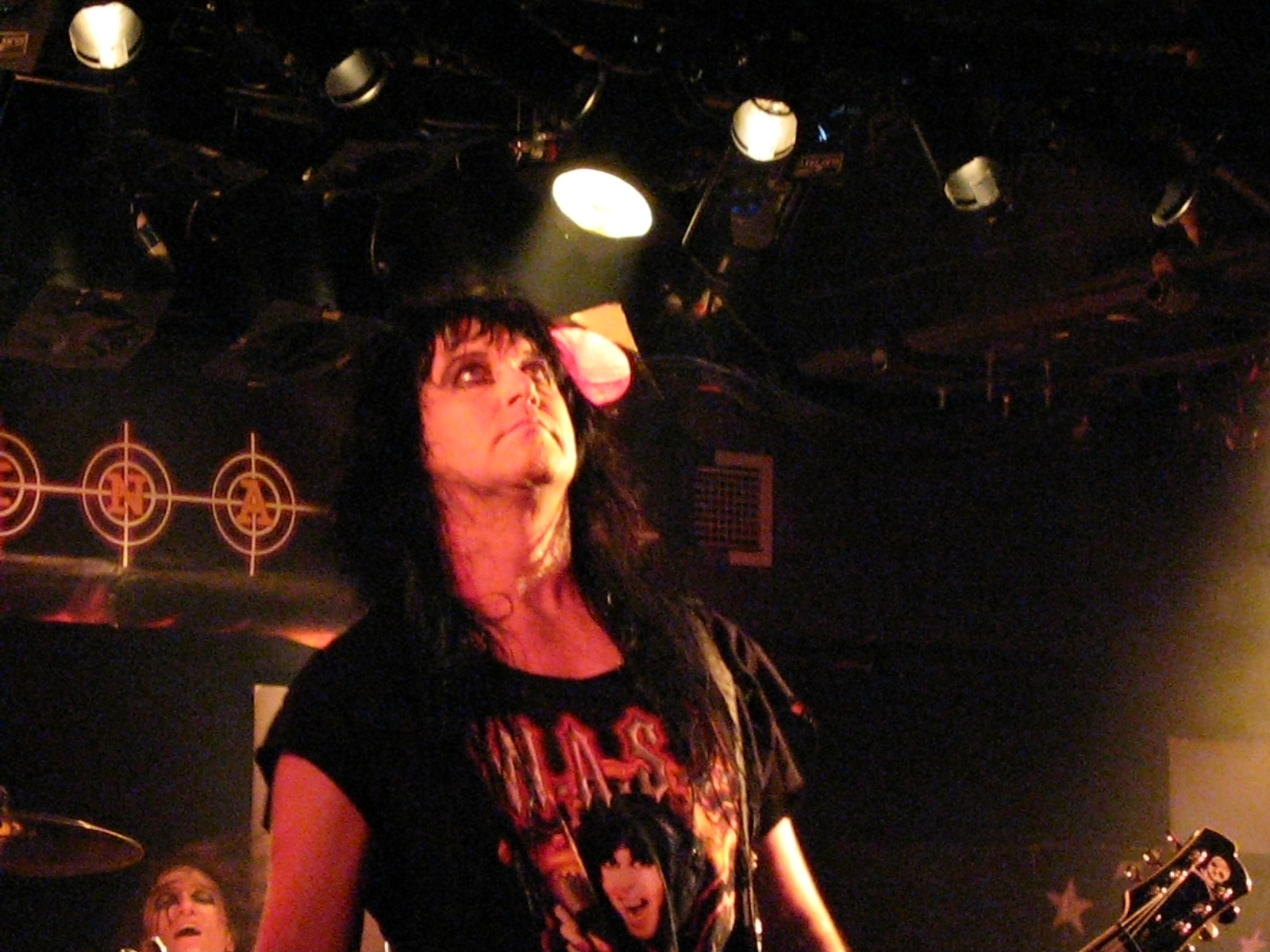
Blackie Lawless in concerto con gli W.A.S.P. (2006)

Durante la lunga storia degli W.A.S.P. avvennero moltissimi cambi di formazione e oggi Lawless è l'unico membro fondatore all'interno della band. Lawless è l'autore di gran parte dei testi del gruppo e definì, come suo album preferito, The Crimson Idol. Gran parte dei suoi testi parlano di religione e politica.
Le influenze musicali di Lawless includono gli AC/DC, i Black Sabbath e i The Beatles, mentre prese spunto per le esibizioni live da Alice Cooper e i The Who. Negli anni ottanta egli fu duramente attaccato dalla Parents Music Resource Center proprio per questi motivi.

### Gli anni 2000 e la conversione al cristianesimo
Nel 2003 Lawless difese Pete Townshend degli The Who, che fu arrestato per pedofilia dopo aver scaricato materiale pedopornografico a un sito web, scrivendo una lettera aperta e dichiarando che l'artista britannico fu fondamentale per la sua crescita artistica. 
Nel 2006 Lawless fu ricoverato per un'anomalia in una delle sue arterie che gli creava problemi cardiaci ma, dopo qualche settimana, fu dimesso.
Nel 2009 ha dichiarato di essersi convertito al Cristianesimo in un sito norvegese, adducendo inoltre che: "Sì, un po' mi vergogno di quel che ho fatto in passato, ma sono convinto di essere stato messo su questa Terra per uno scopo. Il nuovo album della band, Babylon, parla di racconti della Bibbia e del Libro Dell'Apocalisse. Qualcuno mi ha chiesto "Sei un predicatore rock and roll, adesso?" e io dico "No, sono un messaggero". È questo il mio lavoro, e tutto quel che ho fatto fino ad ora mi ha portato dove sono adesso."

## Discografia

### Album studio
- 1984 - W.A.S.P.
- 1985 - The Last Command
- 1986 - Inside the Electric Circus
- 1989 - The Headless Children
- 1992 - The Crimson Idol
- 1995 - Still Not Black Enough
- 1997 - Kill Fuck Die
- 1999 - Helldorado
- 2001 - Unholy Terror
- 2002 - Dying for the World
- 2004 - The Neon God part 1 - The Rise
- 2004 - The Neon God part 2 - The Demise
- 2007 - Dominator
- 2009 - Babylon
- 2015 - Golgotha
- 2018 - ReIdolized (The Soundtrack to the Crimson Idol)